# Abbas Ayyad
Abbas Ayyad (Baréin; 11 de mayo de 1987) es un futbolista de Baréin que juega en la posición de defensa con el Al-Ettifaq Club de la Liga Premier de Baréin.

## Carrera

### Club
| Periodo   | Club            | País   |
| --------- | --------------- | ------ |
| 2005-2012 | Al-Ahli Manama  | Baréin |
| 2012-2019 | Muharraq Club   | Baréin |
| 2019-2024 | Al-Ahli Manama  | Baréin |
| 2025      | Al-Ettifaq Club | Baréin |

### Selección nacional
Jugó para Baréin en 25 ocasiones de 2005 a 2022, participó en los Juegos Asiáticos de 2006 y en la Copa Asiática 2011.

## Logros
- Liga Premier de Baréin (3): 2009-10, 2014-15, 2018-19
- Copa del Rey de Baréin (3): 2012, 2013, 2015-16
- Supercopa de Baréin (2): 2013, 2018
- Copa de Clubes Campeones del Golfo (1): 2012